# イヌビワ
イヌビワ（犬枇杷、学名: Ficus erecta または Ficus erecta var. erecta）は、クワ科イチジク属の落葉低木から小高木。山野や海沿いに生える。別名ヤマビワ、イタビ、姫枇杷。

## 名称
果実（正確にはイチジク状果という偽果の1種）がビワの実に似ていて食べられるが、ビワに比べ不味であることから「イヌビワ」の名がある。「イヌ」は劣るという意味である。「ビワ」とついていてもビワ（バラ科）の仲間ではなくイチジクの仲間で、ビワとは近縁関係にはない。イチジク渡来前の時代の日本では、本種は「イチジク」とよばれていた。

## 分布
日本の本州（関東以西）・四国・九州・沖縄と、韓国の済州島に分布する。海岸や沿海の山地に自生する。特に関東地方から沖縄までの海岸沿いの照葉樹林の林縁に多く見られる。
なお、イチジク属のものには熱帯性のものが多く、本種は落葉性を獲得したため、暖温帯まで進出できたものと考えられる。本種はイチジク属の木本としては本土で最も普通に見られるため、南西諸島などに分布する同属のものには「○○イヌビワ」という本種に比した名を持つものが多い。

## 形態・生態
落葉広葉樹の低木から小高木で、高さは5メートル (m) くらいまでになる。樹皮は灰白色でなめらか、一年枝はやや太く、緑色を帯びて無毛である。枝を1周するように、はっきりした托葉痕がある。樹皮に傷つけるとイチジクと同様に乳白色の樹液が出る。
葉は狭い倒卵形から長楕円形、基部は少し心形か丸まる。葉質は薄くて草質、表面は滑らかかあるいは短い毛が立っていてざらつく。変異が多く、海岸沿いでは厚い葉のものも見ることがある。ごく幅の狭い葉をつけるものをホソバイヌビワ (var. sieboldii (Miq.) King)、葉面に毛の多いものをケイヌビワ (var. beecheyana (Hook. et Arn.) King) というが、中間的なものもある。葉縁に鋸歯はない。秋には紅葉し、鮮やかな黄色や橙色に染まり、常緑樹林の中でよく目立つ。紅葉後は遅くまで落葉せずによく残っている。
花期は晩春（4 - 5月ごろ）で、雌雄異株。葉の付け根についた花嚢（かのう）は、秋に赤色から黒紫色へと変化して果嚢（かのう）となる。イチジクを小さくしたような形の実をつける。
果嚢は9月末 - 10月ごろに完熟し、見た目は小さなイチジク様で、直径10 - 13ミリメートル (mm)の球形で長い柄があり、白い粉を吹いたような濃紫青色となる。果嚢は甘く、食用になる。
冬芽はイチジクに似ていて、枝先の頂芽は円錐形で先が尖り、互生する側芽は球形や楕円形をしている。頂芽は無毛で芽鱗2枚に包まれている。側芽の芽鱗は2 - 4枚である。葉痕は円形や心形で、維管束痕は多数が輪状に並ぶ。

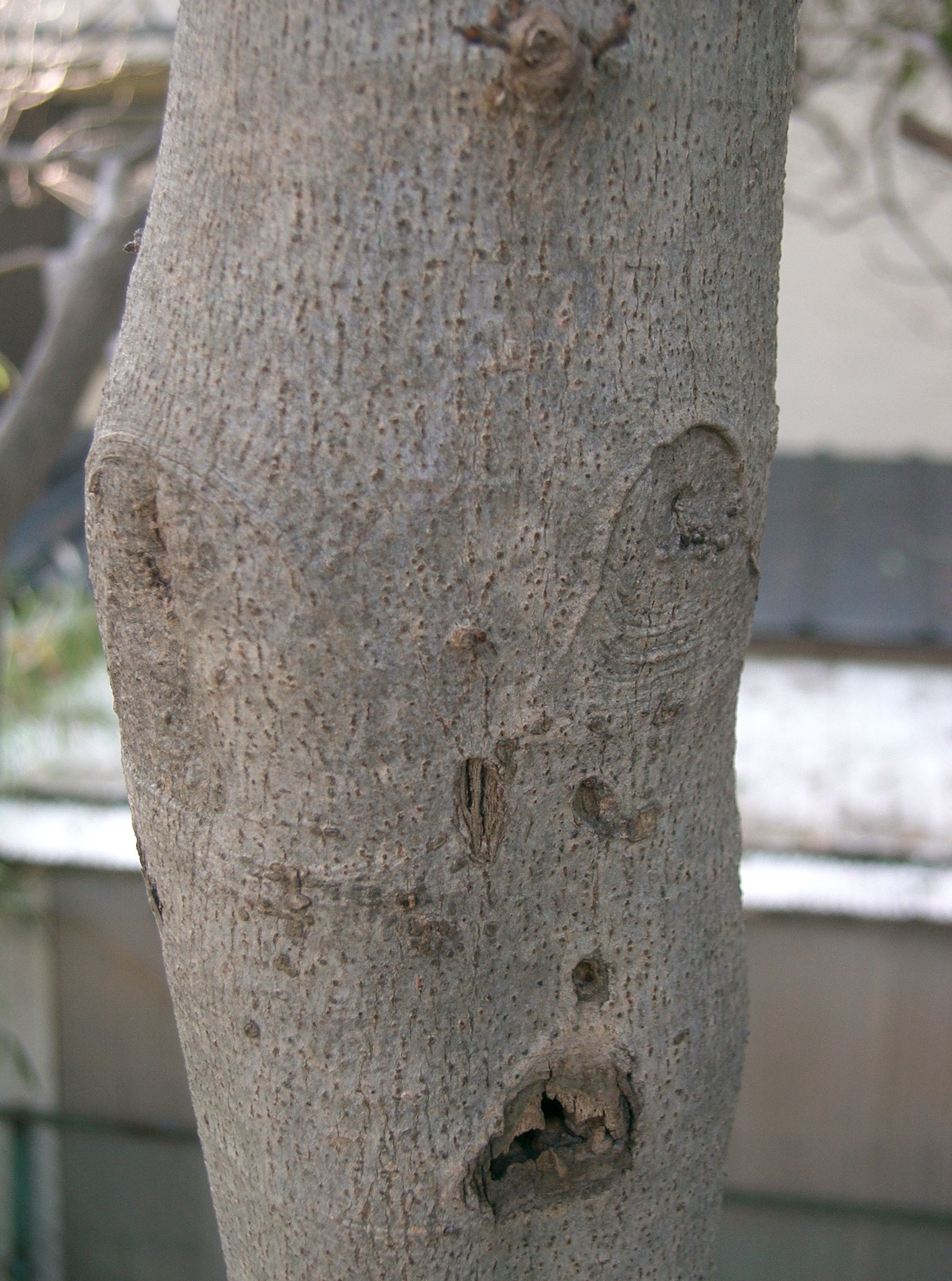
樹皮
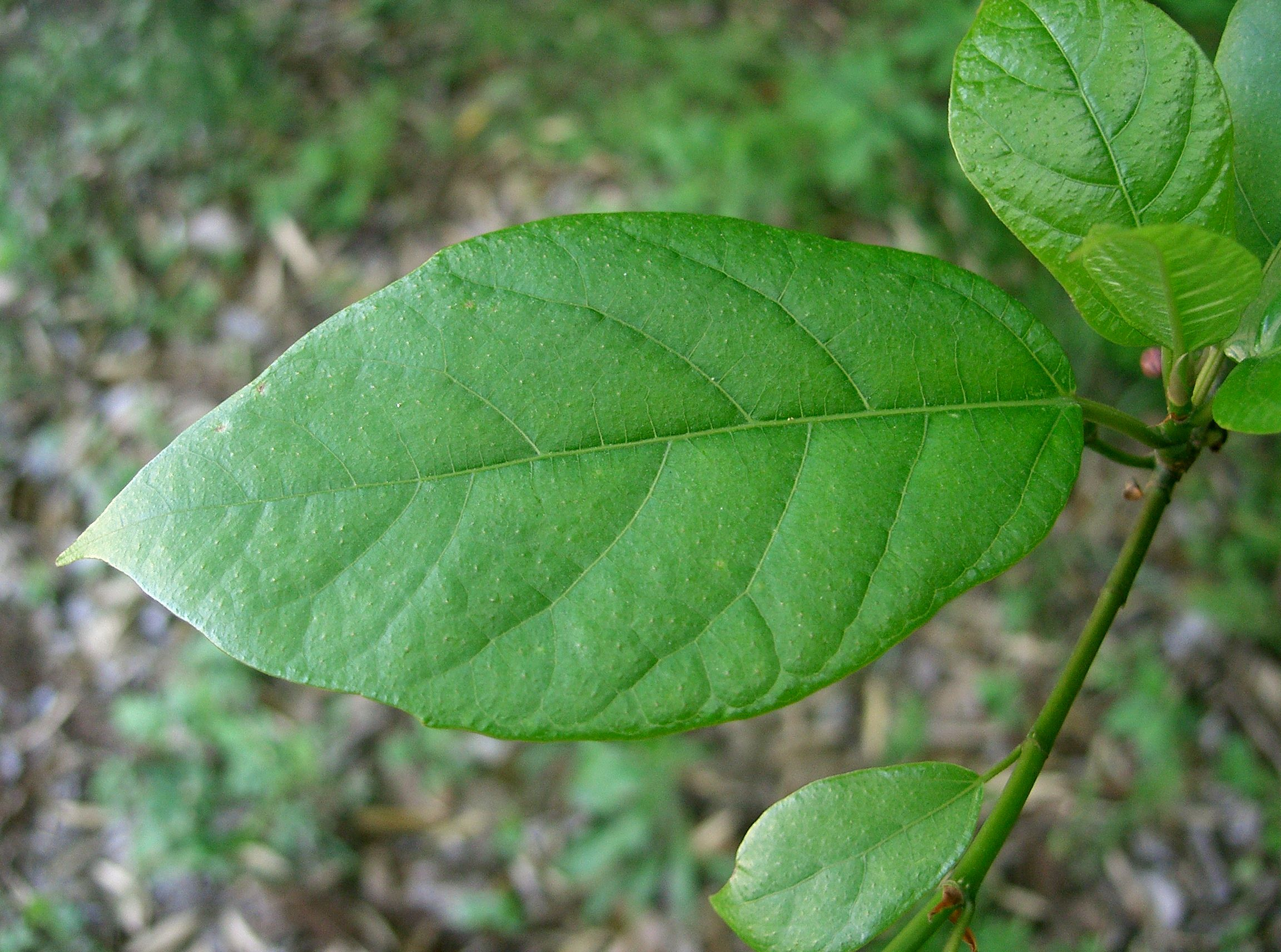
葉
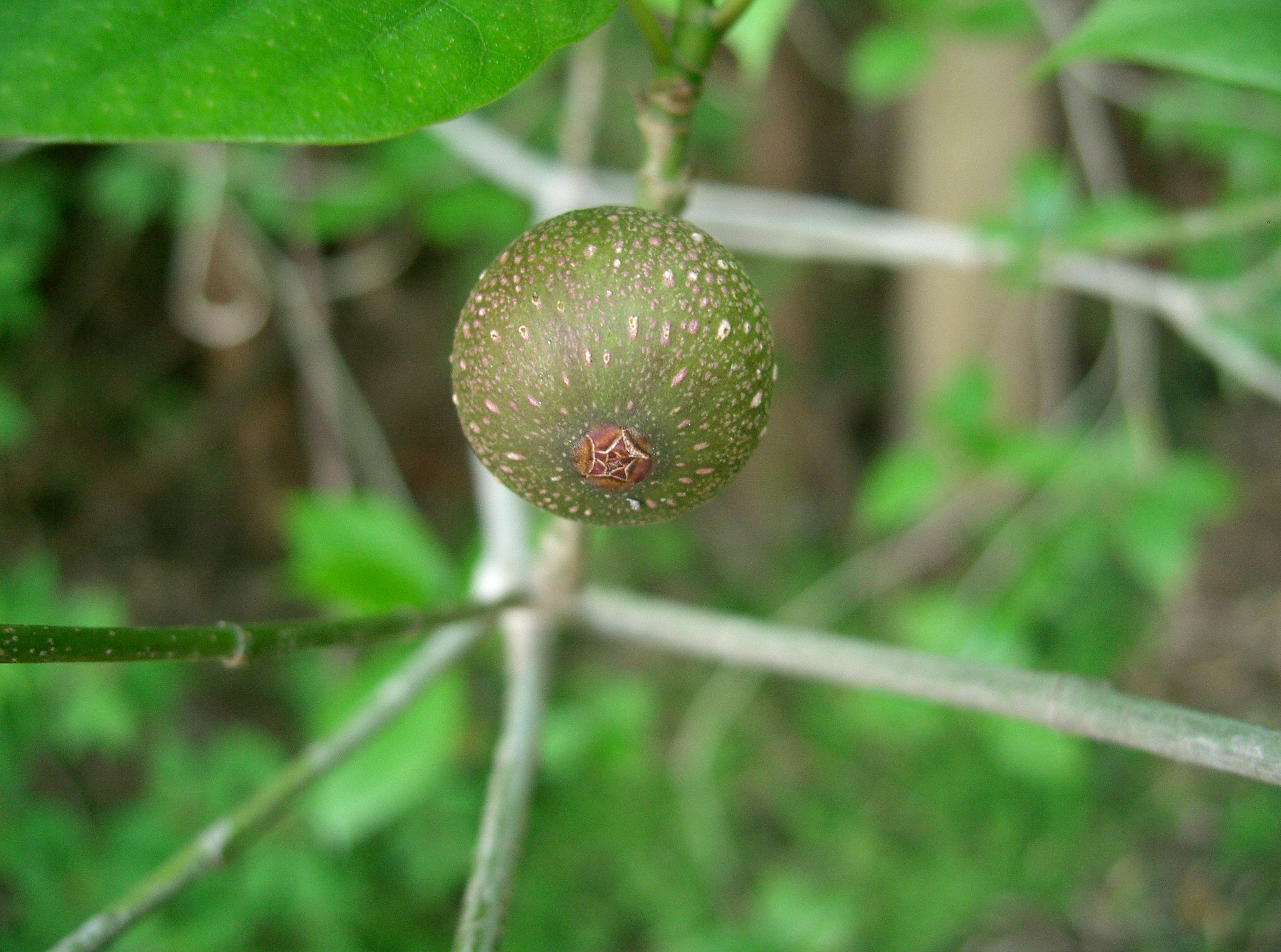
花嚢
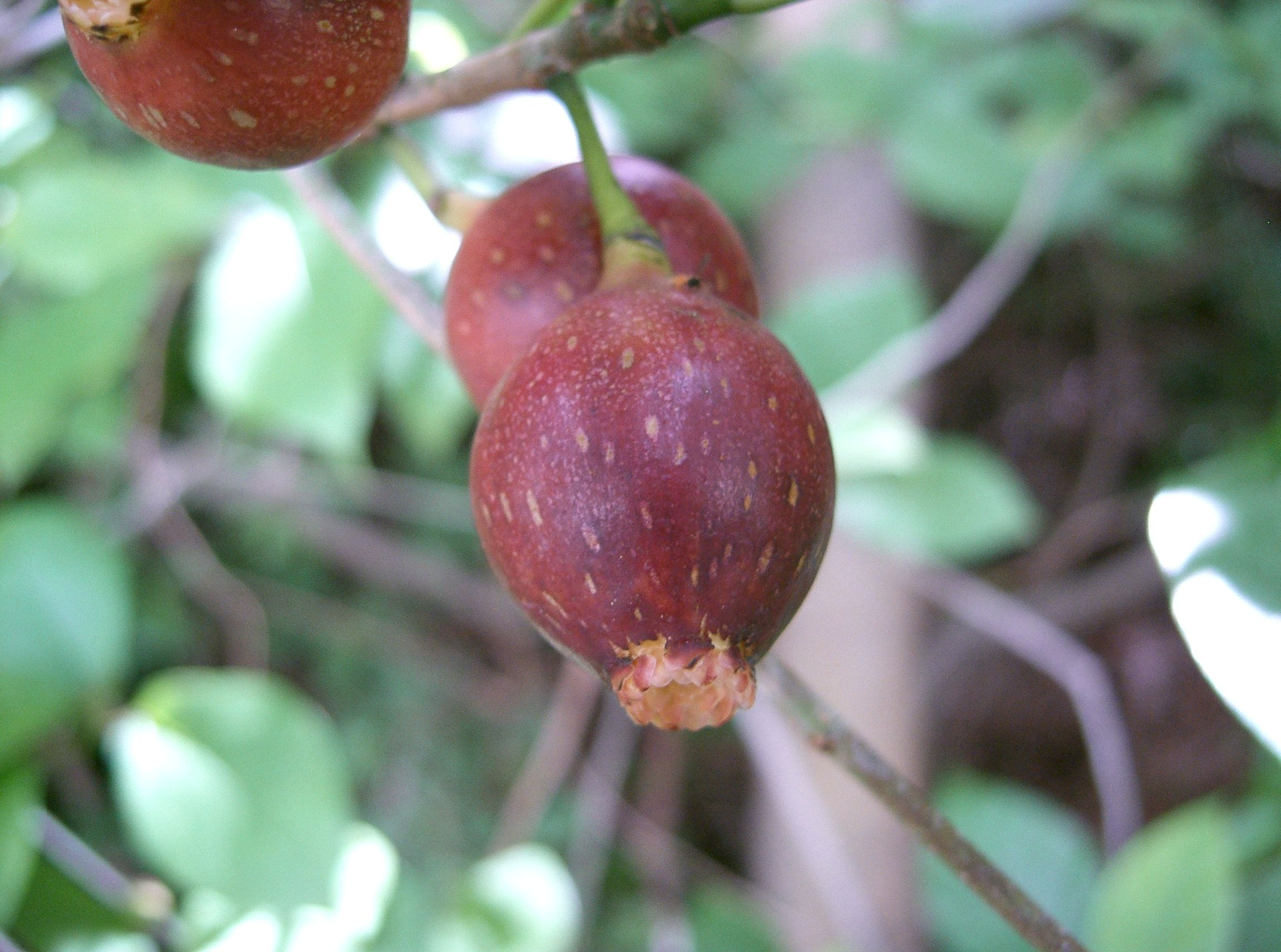
果嚢

### 蜂との共生
イヌビワの花序には、他の多くのイチジク属植物と同様に、イチジクコバチ科のハチ（イヌビワコバチ）が寄生する。雄花序の奥側には雌花に似た「虫えい花」（花柱が短く、不妊）があり、これにハチが産卵する。幼虫は虫えい花の子房が成熟して果実状になるとそれを食べ、成虫になる。初夏になると雌成虫は外に出るが、雄成虫は花序の中で雌成虫と交尾するだけで一生を終える。雌成虫は雄花序の出口付近にある雄花から花粉を受け、この頃（初夏）に開花する雌花序に入った際には授粉をするが、ここでは子孫を残せず、雄花序に入ったものだけが産卵し、翌年春にこれが幼虫になる。このように、イヌビワの授粉には寄生蜂が必要であり、イヌビワと寄生蜂は共生しているということができる。
他に、イシガケチョウの食草としても知られる。